# 瓦珀拉 (伊利諾伊州)
瓦珀拉（英語：Wapella）是位於美國伊利諾伊州德威特縣的一個村落。

## 地理
瓦珀拉的座標為40°13′17″N 88°57′46″W / 40.22139°N 88.96278°W，而該地最高點為海拔高度229米（即753英尺）。

## 人口
根據2010年美國人口普查的數據，瓦珀拉的面積為1.37平方千米，當中陸地面積為1.37平方千米，而水域面積為0.00平方千米。當地共有人口558人，而人口密度為每平方千米407人。